# Čechie (postava)

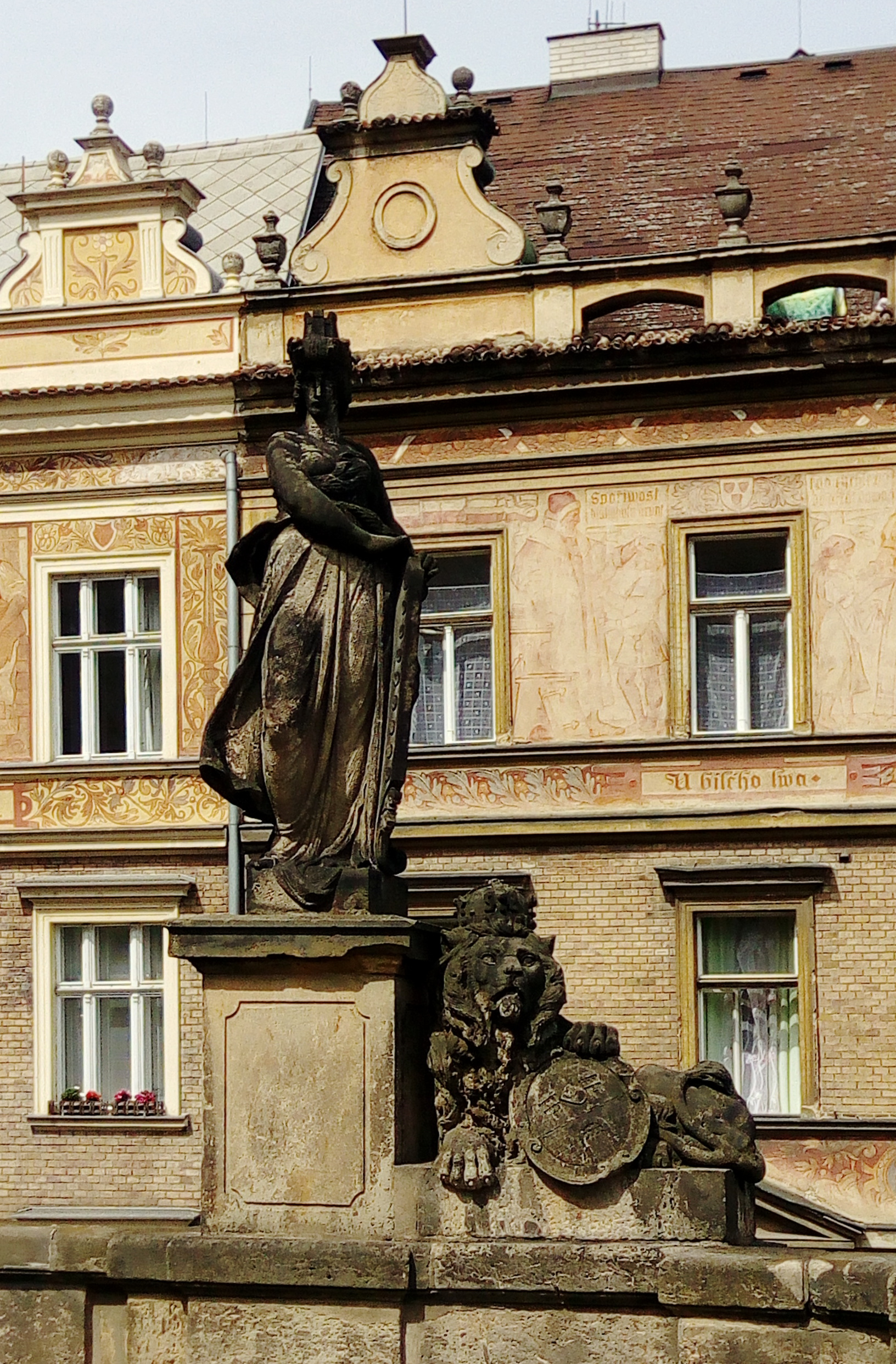
Socha Čechie s českým lvem v Roudnici nad Labem

Čechie je symbolické zosobnění (personifikace) českého národa, zpodobnění ženy chápáné jako ochránkyně českých zemí. Podobné symbolické postavy jsou francouzská Marianne, německá Germánie nebo Německý Michl, Matka Rus nebo americký Strýček Sam.

## Popis
Čechie je často zobrazována jako žena s mečem v ruce a bujným poprsím. S odkazem na Čechii pracovali čeští národní buditelé a v přeneseném významu Čechie odkazuje na slovanství. Uvádí se,[kdo?] že Čechie jsou tři, a to česká, moravská a slezská, pro každou z historických zemí.
Další personifikací Čechů je Český Vašek.[zdroj?]

## V umění
Postava Čechie je použita v mnoha odvětvích umění, a to jak v Česku tak v zahraničí. Některé příklady jsou uvedeny níže.

### Sochařství
- socha před Národním muzeem v Praze
- socha u zámku v Roudnici nad Labem
- socha z roku 1866 na vyhlídkovém pavilonu na Šibeničním vrchu společenského domu Střelnice u Děčína[7][8]
- socha na pomníku padlým v obou světových válkách u náměstí v Petrovicích
- socha na hrobce Marie Terezie v Kapucínské hrobce ve Vídni zobrazující truchlící Čechii se svatováclavskou korunou, která oplakává skon panovnice
- socha na domě čp. 636 v Lounech[9]

## V názvech
Anglický ekvivalent Czechia se v anglicky mluvících zemích používá jako název státu. Čechie se také vysktyuje v názvech mnoha sportovních klubů, sportovišť, hotelů i dalších organizací, například SK Čechie Karlín, Golf Klub Čechie nebo Čechie-Böhmerland.

## Galerie

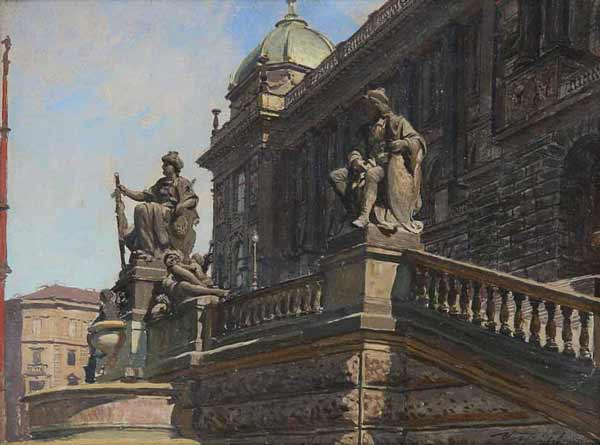
Socha Čechie před Národním muzeem v Praze
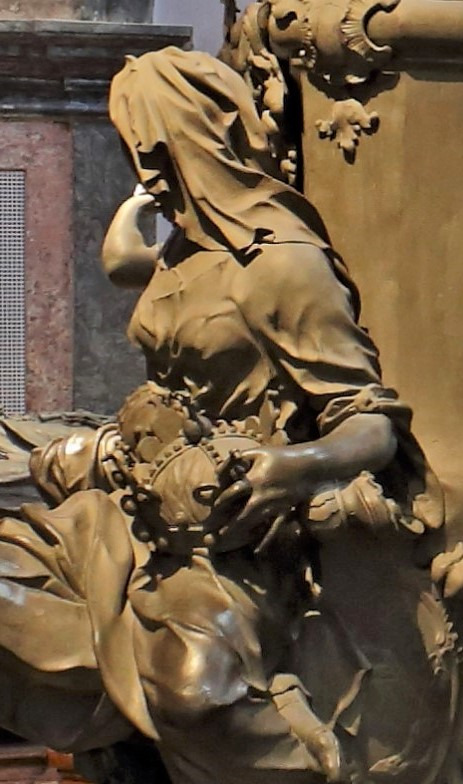
Čechie na hrobě Marie Terezie ve Vídni
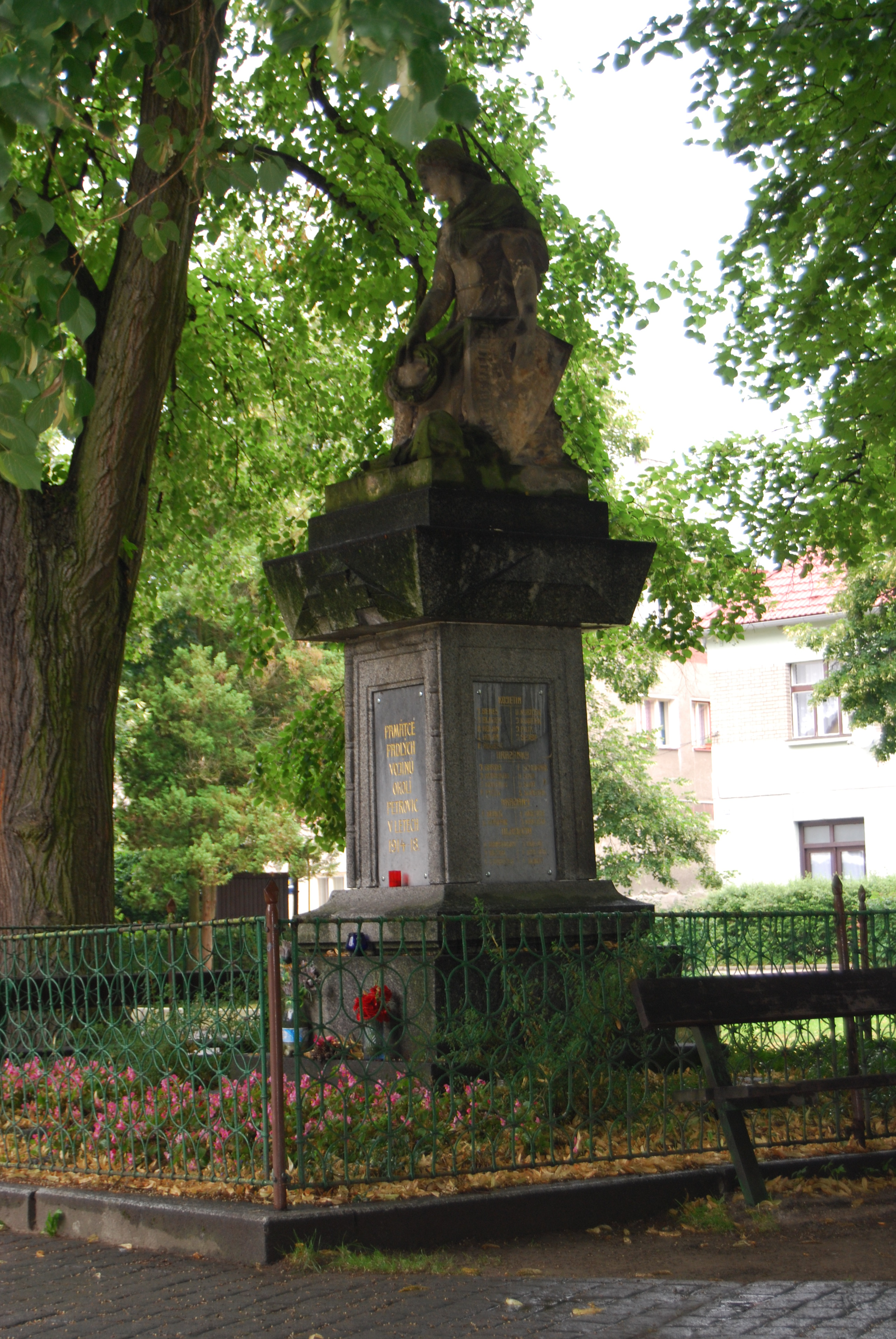
Socha v Petrovicích
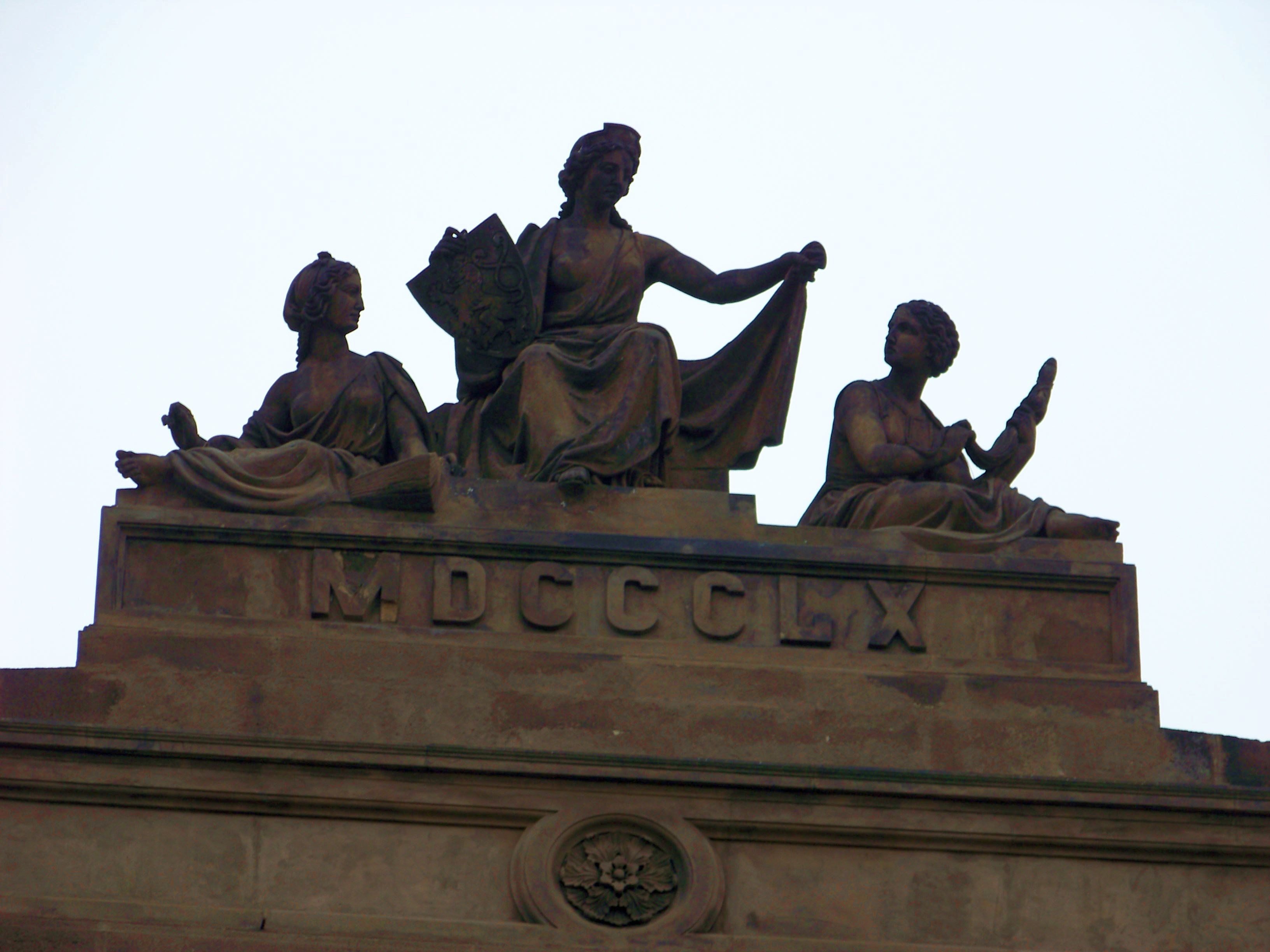
Čechie přijímá úspory lidu (1861), průčelí bývalé České spořitelny, dnes sídlo Česká akademie věd